# Klebing (Rattenkirchen)
Klebing ist ein Ortsteil in der Gemeinde Rattenkirchen im oberbayerischen Landkreis Mühldorf am Inn.

## Lage
Der Weiler Klebing liegt 250 Meter südlich der Bundesautobahn A 94 zwischen Rattenkirchen und Pietsham.

## Dorf- und Bevölkerungsentwicklung

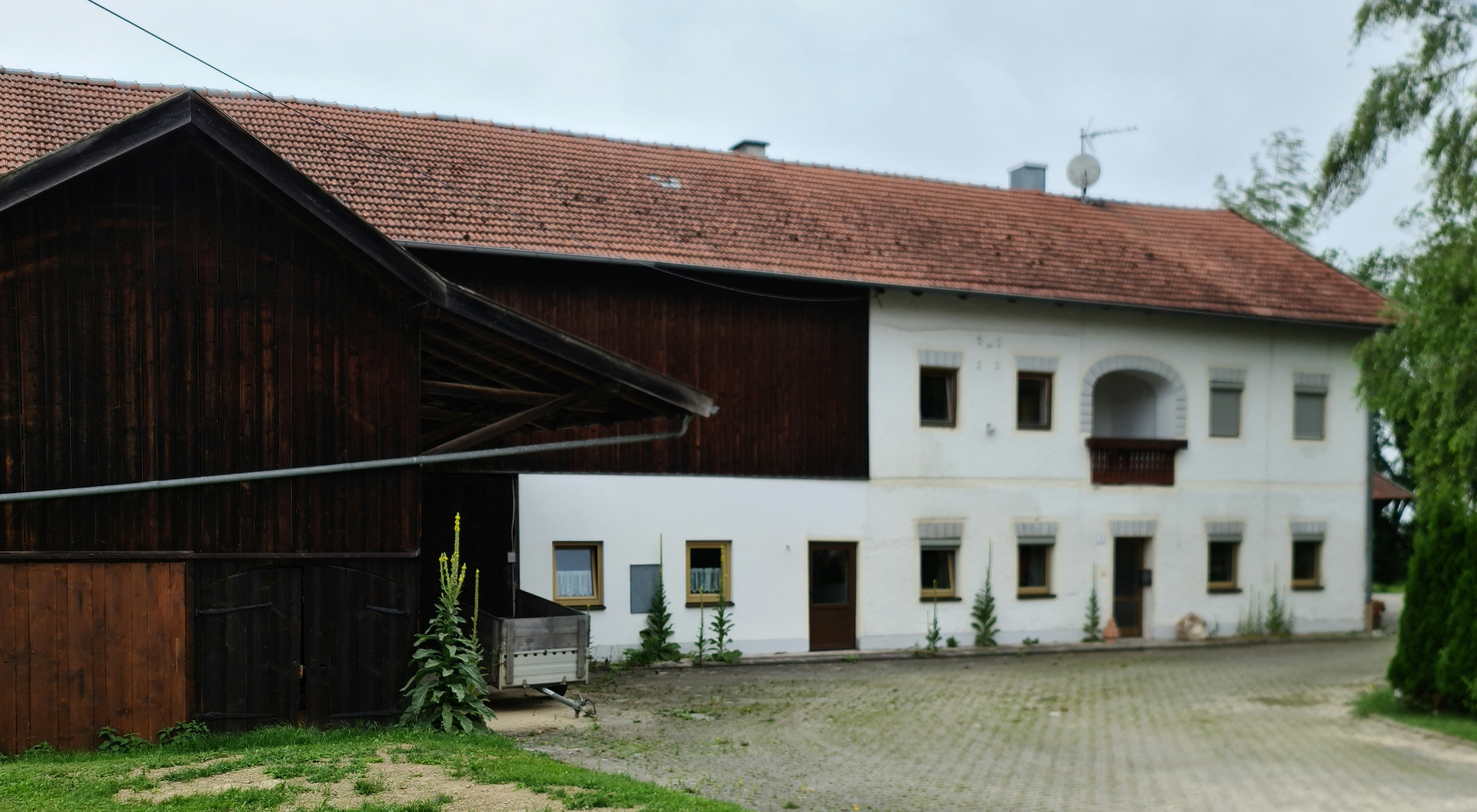
Klebing 4

Im Weiler Klebing lebten 1861 insgesamt 30 Einwohner in 14 Gebäuden. Um 1950 lebten dort in der Nachkriegszeit des Zweiten Weltkriegs 29 Einwohner. Im Mai 1987 gab es 14 Einwohner in fünf Wohnungen in vier Wohngebäuden.
| Jahr      | 1861 | 1871 | 1925 | 1950 | 1970 | 1987 |
| Einwohner | 30   | 24   | 28   | 29   | 19   | 14   |

Die beantragte Errichtung des Solarparks Klebing nördlich und südlich der A94 wurde vom Gemeinderat Rattenkirchen bereits zweimal abgelehnt.